# Jimmy Moran
James Henri "Jimmy" Moran (ur. 20 kwietnia 1886 w Chelsea – zm. 26 października 1951 w Cambridge) – amerykański kolarz torowy, dwukrotny medalista mistrzostw świata.

## Kariera
Pierwszy sukces w karierze Jimmy Moran osiągnął w 1911 roku, kiedy zdobył brązowy medal w wyścigu ze startu zatrzymanego podczas mistrzostw świata w Rzymie. W zawodach tych wyprzedzili go jedynie dwaj Francuzi: Georges Parent oraz Louis Darragon. Wynik ten Amerykanin powtórzył na rozgrywanych rok później mistrzostwach świata w Newark, ulegając dwóm rodakom: George'owi Wileyowi i Elmerowi Collinsowi. Ponadto wielokrotnie stawał na podium zawodów cyklu Six Days, odnosząc przy tym sześć zwycięstw. Nigdy również nie wystartował na igrzyskach olimpijskich.